# The Best So Far... 2018 Tour Edition
The Best So Far ... 2018 Tour Edition è un greatest hits della cantante canadese Céline Dion, pubblicato da Sony Music in Asia e in Oceania in coincidenza con il tour del 2018 della Dion in questa parte del mondo. L'album è stato pubblicato in Giappone il 30 maggio 2018, in Australia il 6 luglio 2018 e in Nuova Zelanda il 20 luglio 2018. L'album include le versioni in studio di diciassette hit degli anni '90 e 2010. La copertina dell'album mostra una foto scattata durante il tour avvenuto nel 2017 di Céline Dion. The Best So Far ... 2018 Tour Edition ha raggiunto la posizione numero quattro in Australia e Nuova Zelanda, e la numero ventiquattro in Giappone.

## Contenuti
L'album contiene i più grandi successi di Céline Dion del periodo che va dal 1993 al 2013, molti dei quali sono stati eseguiti durante il suo tour Celine Dion Live 2018. Il disco contiene soprattutto brani che hanno scalato le classifiche australiane degli album più venduti come: The Power of Love, Because You Loved Me e My Heart Will Go On e anche altri successi australiani, tra i quali: Think Twice, It's All Coming Back to Me Now, Falling into You, That's the Way It Is, A New Day Has Come, I Drove All Night, Immortality, All by Myself e Taking Chances. Molte di queste canzoni hanno avuto molto successo anche in Nuova Zelanda, inclusi Because You Loved Me, The Power of Love, That's the Way It Is e It's All Coming Back to Me Now. The Best So Far ... 2018 Tour Edition include anche il più grande successo giapponese della cantante canadese, To Love You More.

## Successo commerciale
The Best So Far ... 2018 Tour Edition ha debuttato alla posizione numero dieci della classifica degli album più venduti in Australia ed è diventato il quarto "best of" della Dion a comparire sulla classifica ARIA, dalla sua prima raccolta in inglese, All the Way ... A Decade of Song pubblicata nel 1999, mentre l'ultimo greatest hits anglofono è stato My Love: Essential Collection del 2008. Nel complesso, The Best So Far ... 2018 Tour Edition è diventato il nono album della Dion ad essere entrato nella top ten australiana dal suo primo album pubblicato in Australia nel 1994, The Colour of My Love. Nella quarta settimana, The Best So Far ... 2018 Tour Edition è salito in quarta posizione. Ha inoltre superato la classifica degli album fisici venduti in Australia il 13 agosto 2018. In altri paesi, The Best So Far ... 2018 Tour Edition ha raggiunto la posizione numero quattro in Nuova Zelanda e la posizione numero ventiquattro in Giappone Nel paese del Sol Levante, l'album ha anche raggiunto la quarta posizione della Classifica settimanale degli album occidentali.

## Tracce
1. My Heart Will Go On – 4:41 (James Horner, Will Jennings)
2. To Love You More (Radio Edit) – 4:41 (David Foster, Junior Miles)
3. Immortality – 4:12 (Barry Gibb, Robin Gibb, Maurice Gibb)
4. Falling Into You – 4:20 (Billy Steinberg, Rick Nowels, Marie-Claire D'Ubaldo)
5. The Power of Love (Radio Edit) – 4:48 (Gunther Mende, Candy DeRouge, Jennifer Rush, Mary Susan Applegate)
6. It's All Coming Back to Me Now (Radio Version) – 5:32 (Jim Steinman)
7. That's the Way It Is – 4:03 (Max Martin, Kristian Lundin, Andreas Carlsson)
8. Pour que tu m'aimes encore – 4:14 (Jean-Jacques Goldman)
9. The First Time Ever I Saw Your Face – 4:09 (Ewan MacColl)
10. Think Twice – 4:49 (Andy Hill, Peter Sinfield)
11. Because You Loved Me – 4:34 (Diane Warren)
12. I Drove All Night – 4:00 (Steinberg, Tom Kelly)
13. A New Day Has Come (Radio Remix) – 4:21 (Aldo Nova, Stephan Moccio)
14. Alone – 3:26 (Steinberg, Kelly)
15. Taking Chances – 4:03 (Kara DioGuardi, Dave Stewart)
16. Loved Me Back to Life – 3:52 (Sia Furler, Hasham "Sham" Hussain, Denarius "Motesart" Motes)
17. All by Myself (New Edit – 2008) – 5:11 (Eric Carmen, Sergei Rachmaninoff)